# Chironomus meinerii
Chironomus meinerii är en tvåvingeart som beskrevs av Jean-Jacques Kieffer 1915. Chironomus meinerii ingår i släktet Chironomus och familjen fjädermyggor.
Artens utbredningsområde är Danmark. Inga underarter finns listade i Catalogue of Life.